# The Trail of the Lost Chord
The Trail of the Lost Chord è un cortometraggio muto del 1913 diretto da Thomas Ricketts

## Produzione
Il film fu prodotto dall'American Film Manufacturing Company come Flying A.

## Distribuzione
Distribuito dalla Mutual Film, il film - un cortometraggio in due bobine - uscì nelle sale cinematografiche USA il 17 novembre 1913.